# Reazione chimica dei funghi

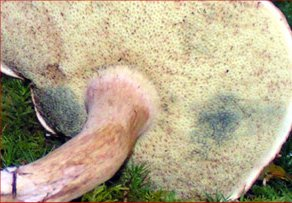
Reazione all'aria - pori di Xerocomus badius

Si parla di reazioni chimiche dei funghi quando le sostanze in essi contenute reagiscono in maniera appariscente, generando mutamenti di colore a contatto con particolari reagenti. 
Si definiscono reazioni “macrochimiche” o “macroreazioni” tutte quelle reazioni i cui effetti si possono osservare ad occhio nudo, mentre si definiscono “reazioni microchimiche” o “microreazioni” tutte quelle i cui effetti sono visibili solo attraverso il microscopio.
Le reazioni chimiche sono molto importanti nell'identificazione di alcuni gruppi di funghi, come i generi Cortinarius e Russula, con caratteristiche molto omogenee.

## Reazioni macrochimiche

### Reagente di Melzer
Il saggio con questo reagente serve per accertare l'eventuale amiloidia delle spore. Deposta una goccia del reagente a contatto con un sufficiente deposito di spore, il viraggio al grigio-blu nerastro o al porpora-azzurro brunastro, decreta l'amiloidia delle stesse. Il reagente di Melzer è composto da: 
- ioduro di potassio g 1,5;
- iodio molecolare (I2) g 0,5;
- acqua g 20;
- idrato di cloralio (1 ml per ogni ml di soluzione formata dalle altre tre sostanze).

Danno reazione positiva al test le seguenti specie:
- Caloboletus calopus
- Boletus legaliae
- Suillellus luridus
- Imperator rhodopurpureus
- Suillellus queletii
- Caloboletus radicans
- Boletus torosus
- Lepiota brunneoincarnata

### Reazione incrociata di Schaeffer
È un saggio utile per la determinazione delle specie appartenenti al genere Agaricus. Usando una bacchetta di vetro intinta in olio di anilina si traccia una linea sulla cuticola del cappello ed un'altra perpendicolarmente alla prima, con un'altra bacchetta di vetro intinta in acido nitrico concentrato. Nel caso di reazione positiva il punto di intersezione tra le due linee si colora rapidamente di giallo-oro o giallo-arancio.
Danno reazione positiva al test le seguenti specie:
- Agaricus arvensis
- Agaricus augustus
- Leucoagaricus leucothites
- Agaricus dulcidulus
- Agaricus silvicola
- Agaricus nivescens
- Agaricus fissuratus
- Agaricus porphyrizon

### Reazione con solfato ferroso
Utilizzato nella determinazione delle Russule della sezione Virdantianae o su carne dell'Amanita phalloides provoca il viraggio della carne a giallo verdastra.
Altre macroreazioni degne di nota sono quelle che avvengono con un reagente naturale quale l'aria (ossigeno) e si manifestano attraverso il viraggio della carne al tatto o al taglio (es. Boletus spp.) o del latice (es. Lactarius spp.).

## Reazioni microchimiche
Anche nell'osservazione dei caratteri microscopici è previsto l'utilizzo di alcuni reagenti chimici, grazie ai quali si possono avere maggiori e migliori informazioni. Alcuni sostanze utili, ad esempio, sono i coloranti, che consentono di osservare in maniera più dettagliata gli elementi del fungo ialini, cioè privi di colore, e che perciò hanno poco contrasto.

## Macroreagenti

### Basi forti
Soluzioni concentrate al 20-30 % di soda (NaOH) e di potassa (KOH), utili per i Cortinari, trovano impiego nella sistematica pratica dei funghi come anche l'idrossido di ammonio (NH4OH ), usato sia in soluzione sia sotto forma di vapori.
Nella seguente tabella sono riportate le principali reazioni con soda.
| Specie             | Parte che si colora | Come si colora          |
| Russula foetens    | Tutto               | Crema-pallido           |
| Russula subfoetens | Tutto               | Giallo-cromo istantaneo |
| Bolelus sibiricus  | Carne               | Rosa                    |

Nella seguente tabella sono riportate le principali reazioni con ammonio.
| Specie                        | Parte che si colora | Come si colora       |
| Boletus spadiceus             | Cappello            | Subito verde-azzurro |
| Cortinarius inamoenus         | Carne               | Giallo-vivo          |
| Cortinarius latus             | Carne               | Giallo-vivo          |
| Cortinarius largus            | Carne               | Giallo-vivo          |
| Cortinarius variecolor        | Carne               | Giallo-vivo          |
| Cortinarius nemorensis        | Carne               | Giallo-vivo          |
| Cortinarius balteatus         | Carne               | Bruna a bordo giallo |
| Cortinarius subbalteatus      | Carne               | Bruna a bordo giallo |
| Cortinarius balteatocumatilis | Carne               | Bruna a bordo giallo |
| Cortinarius crassus           | Carne               | Bruna a bordo giallo |
| Cortinarius pseudocrassus     | Carne               | Bruna a bordo giallo |
| Cortinarius balteatoalbus     | Carne               | Bruna a bordo giallo |
| Cortinarius orichalceus       | Carne               | Verde                |
| Cortinarius prasinus          | Carne               | Verde                |
| Cortinarius xanthophyllus     | Carne               | Verde                |
| Cortinarius dibaphus          | Carne               | Rosa-rosso           |
| Cortinarius arcuatorum        | Carne               | Rosa-rosso           |
| Cortinarius fulvoincarnatus   | Carne               | Rosa-rosso           |
| Phylloporus rodoxanthus       | Carne               | Blu                  |
| Lepiota badhamii              | Lamelle             | Verdi                |
| Lactarius turpis              | Carne               | Porpora              |
| Russula sardonia              | Tutto               | Rosa                 |
| Russula virescens             | Base del Gambo      | Rosso-arancio        |
| Rubroboletus satanas          | Pori                | Verdastri            |
| Russula cavipes               | Tutto               | Rosa                 |

### Acidi forti
Soluzioni concentrate di acido solforico (H2SO4) e acido nitrico (HNO3), danno reazioni con i Cortinari.
Reazioni con acido solforico:
| Specie                  | Parte che si colora | Come si colora |
| Boletus plorans         | Pori                | Gialli         |
| Xerocomus subtomentosus | Carne               | Rosso          |

### Sali di ferro
- Il solfato di ferro (FeSO4), in cristalli o in soluzione acquosa al 10% è impiegato per le Russule;
- il cloruro ferrico (Fe2Cl6), in soluzione acquosa al 20%, è impiegato con i Cortinari.

Nella tabella le principali reazioni con solfato di ferro:
| Specie                          | Parte che si colora | Come si colora                            |
| Amanita pantherina var. abietum | Carne               | Grigio-verde poi rosa, infine rosso-bruno |
| Clitocybe connata               | Lamelle             | Violette                                  |
| Lactarius volemus               | Carne               | Verde                                     |
| Russula vesca                   | Tutto               | Ocra-arancio vivace                       |
| Russula grisea                  | Tutto               | Rosa-arancio                              |
| Russula alutacea                | Tutto               | Arancio                                   |
| Russula aurata                  | Tutto               | Giallo-arancio debole                     |
| Russula delica                  | Tutto               | Giallo-arancio                            |
| Russula nigricans               | Tutto               | Verde scuro                               |
| Russula albonigra               | Tutto               | Rosa-Carnernicino chiaro                  |
| Russula adusta                  | Tutto               | Arancio, poi oliva                        |
| Russula agrifolia               | Tutto               | Arancio pallido, poi grigio-verde         |
| Russula densifolia              | Tutto               | Verde-oliva                               |
| Russula mustelina               | Tutto               | Arancio-bruno vivo                        |
| Russula medullata               | Tutto               | Arancio-pallido                           |
| Russula ochroleuca              | Tutto               | Arancio-pallido                           |
| Russula luteotacta              | Tutto               | Grigio-arancio debole                     |
| Russula pseudointegra           | Tutto               | Ocra-pallido                              |
| Russula liliacea                | Tutto               | Rosso-pallido                             |
| Russula chamaleontina           | Tutto               | Grigiastra                                |
| Russula vitellina               | Tutto               | Rosa                                      |
| Russula font-queri              | Tutto               | Giallo-arancio                            |
| Russula nauseosa                | Tutto               | Rosa                                      |
| Russula faginea                 | Tutto               | Verde istantaneo                          |
| Russula xerampelina             | Tutto               | Verde-scuro intenso                       |
| Russula graveolens              | Tutto               | Verde-scuro                               |
| Russula cicatricata             | Tutto               | Verde-bronzo                              |
| Russula cerulea                 | Tutto               | Arancio                                   |
| Botetus oxidabile               | Carne               | Verde-giallo                              |
| Boletus holopus                 | Carne               | Grigia                                    |
| Boletus duriusculus             | Carne               | Verde-scuro                               |
| Botetus scaber                  | Carne               | Grigio-blu                                |
| Boletus griseus                 | Carne               | Verde-scuro o grigio-azzurra              |
| Russula heterophylla            | Tutto               | Rosa-arancio                              |
| Russula olivacea                | Tutto               | Arancio-vivo                              |
| Russula rubroalba               | Tutto               | Giallo-arancio                            |
| Russula romellii                | Tutto               | Arancio-pallido                           |
| Russula amoenicolor             | Tutto               | Arancio-pallido                           |

### Reattivo Tl-4
È impiegato per lo studio dei Cortinari ma dà reazioni utili anche con altri funghi. Il Tl-4 si prepara come segue: si scioglie 1g di ossido di tallio in acido nitrico (4 cc) e acido cloridrico concentrati (4 cc), alla soluzione si aggiunge, un po' alla volta e osservando la massima cautela, 1 g di bicarbonato di sodio. Se positive da colorazioni gialle, rosse, verdastre o viola.

### Fenolo
In soluzione acquosa al 2 % reagisce nel tempo con la carne di quasi tutti i funghi; la rapidità della reazione (circa un minuto), è un carattere specifico di alcuni funghi quali le Russule.
In tabella si riportano le principali reazioni con il fenolo.
| Specie               | Parte che si colora | Come si colora         |
| Amanita pantherina   | Carne               | Rosso-vinato           |
| Amanitopsis fulva    | Carne e Gambo       | Bruno-cioccolato       |
| Amanitopsis crocera  | Carne e Gambo       | Rosso-vinoso           |
| Russula integra      | Tutto               | Bruno-cioccolato       |
| Russula olivacea     | Tutto               | Viola-porpora vivace   |
| Russula rubroalba    | Tutto               | Rosso-scuro            |
| Russula curtipes     | Tutto               | Bruno-chiaro           |
| Russula romellii     | Tutto               | Bruno-ciccolato        |
| Russula pseudodelica | Tutto               | Bruno-lilla            |
| Russula amoena       | Tutto               | Violetto-vinato        |
| Russula amoenicolor  | Tutto               | Bruno-vinato lento     |
| Russula violeipes    | Tutto               | Bruno-cioccolato lento |
| Russula ilicis       | Tutto               | Bruno-porpora          |

### Anilina
L'olio di anilina passato sulla cuticola permette di distinguere i prataioli in due grossi gruppi, a seconda se reagiscono in giallo o no. La traccia dell'anilina intersecata con una di acido nitrico concentrato può dare un'importante reazione, colorata in giallo arancio, denominata "reazione incrociata di Schaeffer". Mescolando qualche goccia di olio di anilina in acqua si ottiene l'acqua di anilina, un reattivo importante per le Russule.

### Fenolanilina
È un reagente impiegato per saggio sui Cortinari e se positiva da reazioni lente con colorazioni rosse. Si prepara aggiungendo 3 gocce di olio di anilina a 5 gocce di acido solforico concentrato e mescolando il tutto con 10 ml di fenolo al 2%.

### Lugol
Soluzione acquosa iodata impiegata per individuare i funghi con carne o elementi amiloidi, cioè che reagiscono in blu-viola come l'amido. È composto da 1 g di iodio, 2 g di ioduro di potassio (KI) sciolti in 150-200 ml di acqua distillata. È utilizzato per saggi sui Cortinari.

### Reattivi fenolossidasici
Non sono sempre specifici, ma danno delle reazioni colorate con la carne dei funghi.
I più utilizzati sono: 
guaiacoloresina di guaiaco in acqua, che reagisce in rosso;
tintura di guaiacoresina di guaiaco in alcool al 60-70%, che reagisce in blu;
piramidonein soluzione acquosa, reagisce in viola;
naftolo-αsoluzione in alcool al 30 %, in grigio-violaceo;
tirosinareagisce prima in rossastro poi diventa nera.
Principali reazioni con tintura di guaiaco.
| Specie               | Parte che si colora | Come si colora       |
| Russula heterophylla | Tutto               | Bruno-scuro          |
| Russula virescens    | Tutto               | Rosso-vinoso intenso |
| Russula pseudodelica | Tutto               | Blu-verde            |
| Russula violeipes    | Tutto               | Blu-verde            |
| Russula fragilis     | Tutto               | Verdastra            |
| Russula rhodopoda    | Tutto               | Blu-nero intenso     |
| Russula unicolor     | Tutto               | Blu-vivace           |